# Begonia pedata
Espèce
Synonymes
- Knesebeckia pedata (Liebm.) Klotzsch[1]

Begonia pedata est une espèce de plantes de la famille des Begoniaceae.
L'espèce fait partie de la section Quadriperigonia.
Elle a été décrite en 1852 par Frederik Michael Liebmann (1813-1856).

## Répartition géographique
Cette espèce est originaire du pays suivant : Mexique.